# 岩田紗代子
岩田 紗代子（いわた さよこ、1984年 - ）は、日本の京都市出身のエッセイスト。同志社大学経済学部卒業。同志社大学大学院総合政策科学研究科博士前期課程修了。
大学在学中の2006年に、アンティーク雑貨・ファブリックのウェブショップ「SUCRE CUIT（シュクレ・キュイ）」を開業。運営のかたわら、フランスのアンティークや京都についてのエッセイも執筆している。

## 著書
- 『フランスのアンティークファブリック』ピエ・ブックス、2008年11月
- 『京都ひとりカフェごはん』マイナビ、2010年9月